# Renault R4140
Le Renault R4140 est une série de camions à cabine avancée de 5 et 7 tonnes de charge utile fabriqué par Renault à partir de juin 1950. Le surnom de « Fainéant », malheureux surnom, lui est donné par les routiers à cause de la position couchée du moteur entre les longerons du châssis derrière la cabine et de sa faible nervosité à cause de rapports courts de BV, pour emmener la charge transportée. Il succède au Renault AHN.
L'idée est originale, séduisante et unique en France : à l'époque, le seul autre constructeur de véhicules utilitaires ayant fait le pari du moteur à plat sous le châssis est l'allemand Büssing. La position du moteur permet de dégager un vaste espace dans la cabine et supprime les inconvénients du tunnel-moteur remontant dans l'habitacle, le bruit de fonctionnement et la chaleur dégagée. Une large banquette autorise jusqu'à 3 passagers de front.
La version R.4180 tracteur pour semi-remorque autorise un poids total roulant autorisé de 23 tonnes.
À l'avant, l'éclairage confié à quatre projecteurs (deux feux de route en haut et deux feux de croisement) en bas est nouveau.
Le premier moteur de 6 234 cm3 développe 105 chevaux seulement en 1950.
En 1952, la puissance du moteur type 572 passe à 120 chevaux. Le modèle est reconnaissable à ses feux d'angle à l'avant.
Pour les modèles 1957, le « Fainéant » est le premier camion à prendre la marque Saviem seule. Deux modèles existent : le Mondragon de 15,5 tonnes de poids total en charge (P.T.C.) avec une charge utile de 5 tonnes et le Tancarville de 15,8 tonnes de P.T.C. avec une charge utile de 7 tonnes.

## Caractéristiques
Situé dans l'empattement entre les longerons du châssis, derrière la cabine, le premier moteur couché horizontal 6 cylindres en ligne Diesel type 568 de 6 234 cm3 développe 105 chevaux. Son bruit de fonctionnement est caractéristique et se reconnait de très loin. La boîte de vitesses est à cinq rapports et les freins sont à air comprimé (sauf sur le 5 tonnes). Les amortisseurs avant hydrauliques et le levier de vitesses au volant sont nouveaux.
L'implantation particulière de la mécanique du Renault « Fainéant » implique un rehaussement de la zone de chargement. Le moteur central allège le poids sur l'avant en facilitant la progression sur les terrains difficiles et libère un espace dans la cabine permettant d'emmener un passager supplémentaire. Ces avantages sont particulièrement appréciés dans les métiers du bâtiment et des travaux publics. Le seul inconvénient est le centre de gravité placé très haut. D'ailleurs, à partir de 1963, seul subsiste le TP10 Tancarville dans la gamme chantier au côté du S9 (ex-JL).
Le camion porteur TP10 Tancarville possède un moteur Diesel six cylindres Somua "Fulgur" 646 de 150 chevaux et de 6,842 litres, une transmission manuelle à 5 rapports et des freins à air comprimé. D'un poids de 15,5 tonnes de P.T.C., il existe en configuration 4 × 2 et 4 × 4. Le TP10 Tancarville est resté au catalogue jusqu'en 1967.
Le camion porteur R.4222 est une version 6x4, construit de juillet 1950 à février 1952 à 23 exemplaires. Ce véhicule de chantier disposait d'une garde au sol très insuffisante qui a été son principal handicap 23 cm. La roue de secours, placée contre la cabine réduisait sa longueur de 50 cm. Il était disponible avec deux empattements : 3,50 et 4,07 mètres.
Sur le TP 4 × 4 Tancarville - Tous terrains, le moteur est rehaussé afin de laisser passer le renvoi de l'arbre de transmission vers l'avant, et impose un bossage du châssis derrière la cabine dit en col de cygne et une tôle de protection du différentiel de pont avant, situé en dessous du pare-chocs.
Le modèles R.4180 est la version tracteur de semi-remorques. Il a été fabriqué à 611 exemplaires de juillet 1950 à janvier 1952. Il était doté du même moteur 6 cylindres Renault type 568 que le R.4140, 6 230 cm3, 105 ch à 2500 tr/min et un couple de 310 Nm à 1500 tr/min. Son empattent était de 3,00 mètres.
Le châssis court, normal et long va s'adapter à toutes sortes d'utilisations différentes.
- Châssis-cabine nu
- Fourgon tôlé
- Plateau ridelles basses et hautes, bâché ou non
- Citerne
- Fardier
- Camion grue
- Dépanneuse
- Benne basculante chantier

## Appellations
| Fainéant 7 tonnes | 4 × 2 châssis court             | 4 × 2 châssis normal | 4 × 2 châssis long                    | 4 × 4 châssis normal | 6 × 4 châssis long |
| ----------------- | ------------------------------- | -------------------- | ------------------------------------- | -------------------- | ------------------ |
| cabine tôlée      | R.4180                          | R.4140/R.4153 R.4220 | R.4144/R.4220                         | R.4152/R.7521        | R.4222             |
| cabine torpédo    |                                 | R.4154               |                                       | R.2152               |                    |
| tracteur          | R.2182/R.2185 (tôlé ou torpédo) |                      | R.4182 (tôlé) R.2182/R.7571 (torpédo) |                      |                    |

## Au cinéma
Un « Renault Fainéant » est visible dans le film Potiche.